# De Vrienden van Jacob
De Vrienden van Jacob was een restaurant in Santpoort, Nederland. Van 2006 tot de sluiting in 2020 had de eetgelegenheid een Michelinster.

## Geschiedenis
Het restaurant werd geopend in 2002 en was gevestigd op het landgoed Duin en Kruidberg. Dit gebouw is gevestigd in het voormalig landhuis Duin en Kruidberg van tabak- en theehandelaar en voormalig Nederlands minister en senator Jacob Theodoor Cremer. Naast het restaurant bood het landhuis onderdak aan onder andere een vijfsterrenhotel, een brasserie en een loungebar.
De executive chef van restaurant De vrienden van Jacob was Alain Alders, de chef-kok Frank Bakkenes. GaultMillau kende het restaurant in 2016 16 van de 20 punten toe.
Sinds het begin van de coronapandemie was De Vrienden van Jacob tijdelijk gesloten. In september 2020 maakte de eetgelegenheid bekend dat de samenwerking met executive chef Alain Alders is beëindigd. Kort hierna maakte het restaurant bekend definitief de deuren te sluiten.